# Antoine-Jean-Baptiste Thomas
Pour les articles homonymes, voir Thomas et Thomas (patronyme).
Antoine-Jean-Baptiste Thomas, né à Paris le 31 octobre 1791 et mort à Saint-Maurice (Seine) le 13 janvier 1834, est un peintre français.

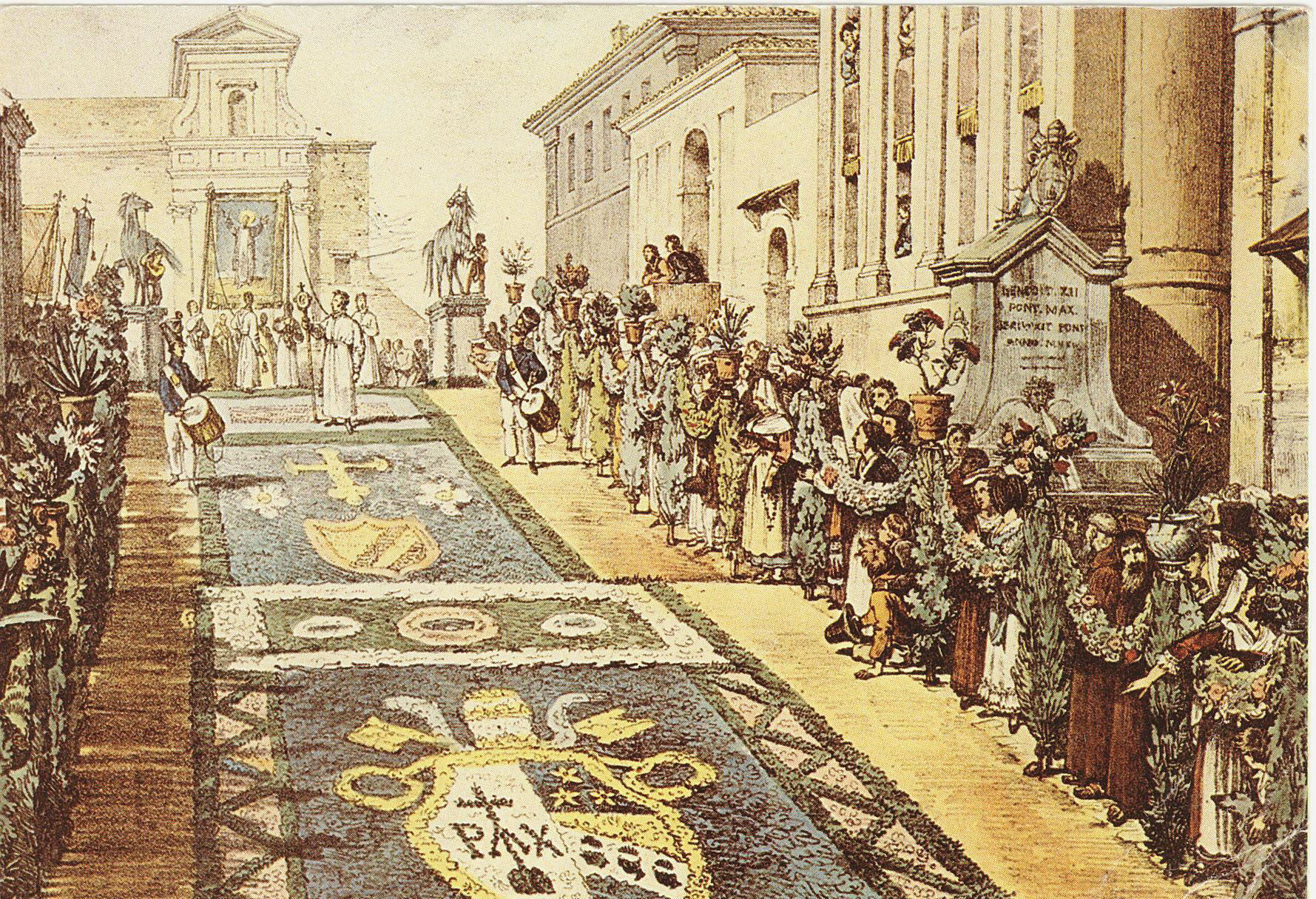
Thomas, Infiorata à Genzano (1817)

## Biographie
Lauréat du prix de Rome en 1816, il fut pensionnaire de la Villa Médicis (Rome) de 1816 à 1818. 
Thomas publie ses souvenirs de Rome sous le titre: "Un an à Rome et dans ses environs"; cet ouvrage composé de 72 lithographies avec texte est issu d'un album de 140 aquarelles vendu en novembre 1869 à Drouot.

## Tableaux
Ses principales compositions sont:

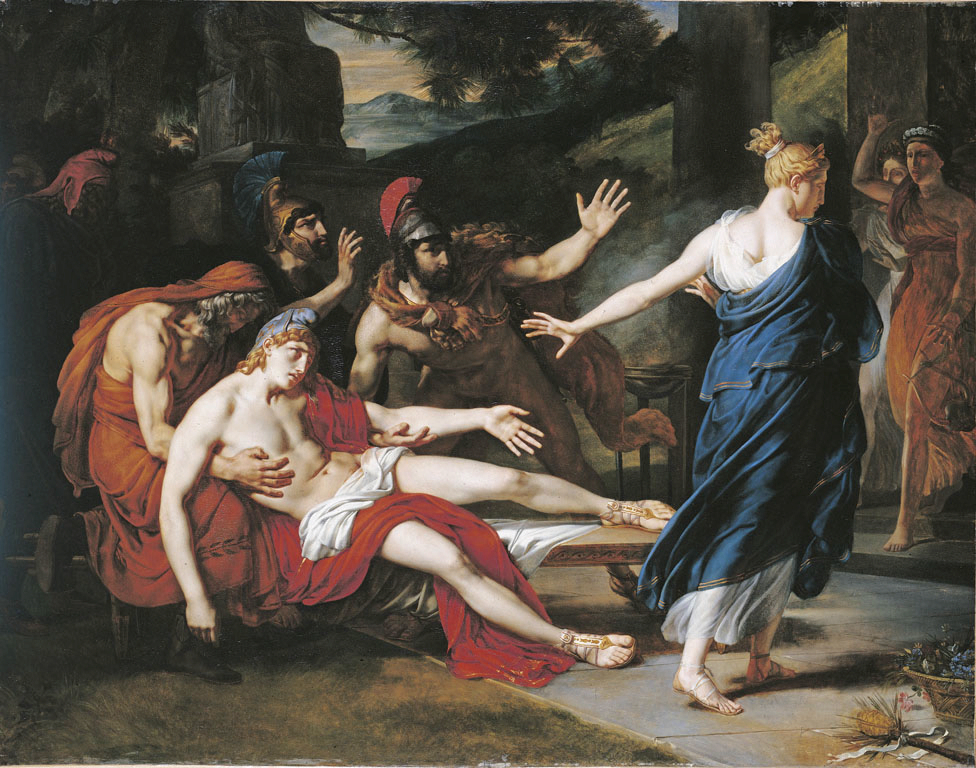
Œnone refuse de secourir Pâris au siège de Troie, par Antoine-Jean-Baptiste Thomas, prix de Rome 1816

- Christ chassant les vendeurs du Temple (Église Saint-Roch (Paris))
- Achille de Harlay résistant aux menaces de Bussy-Leclerc (Conseil d'État (France), Palais-Royal)
- La Journée des Barricades (Conseil d'État (France), Palais-Royal)
- La Procession de Saint-Janvier à Naples
- L'Ermite cherchant un asile dans un temps orageux